# Schaalseekanal

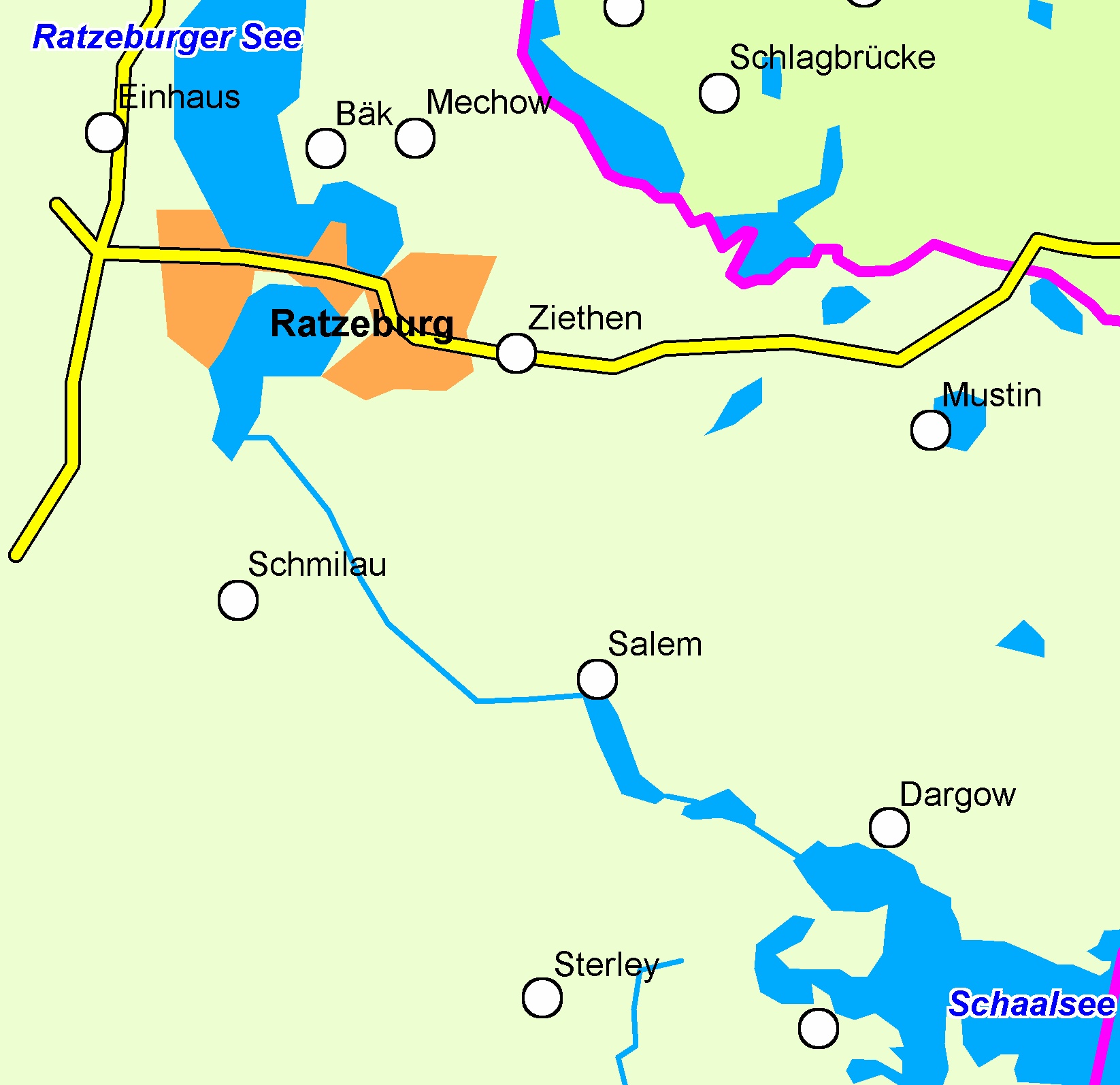
Lageplan des Schaalseekanals zum Ratzeburger See

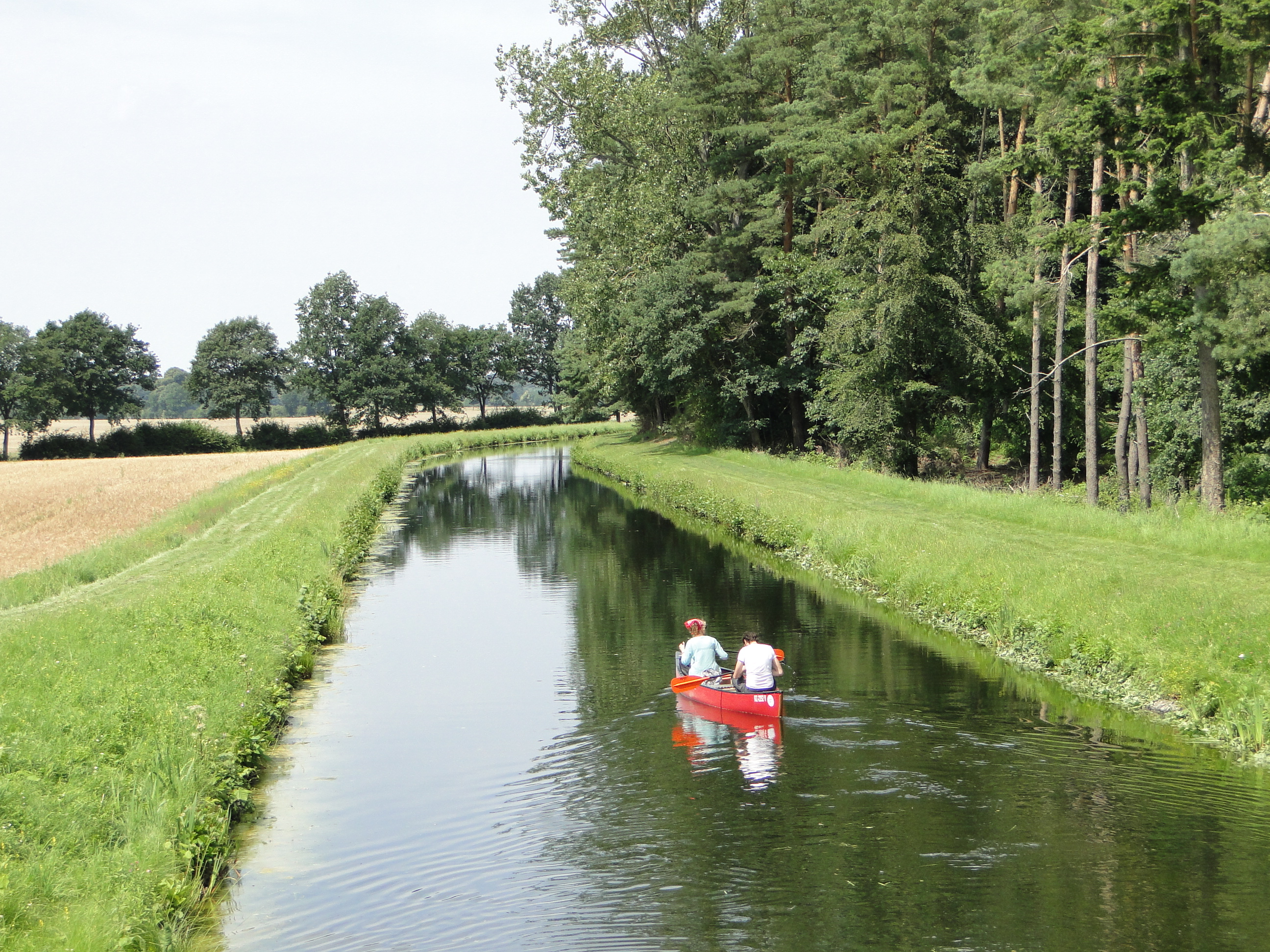
Wasserwanderer bei Schmilau

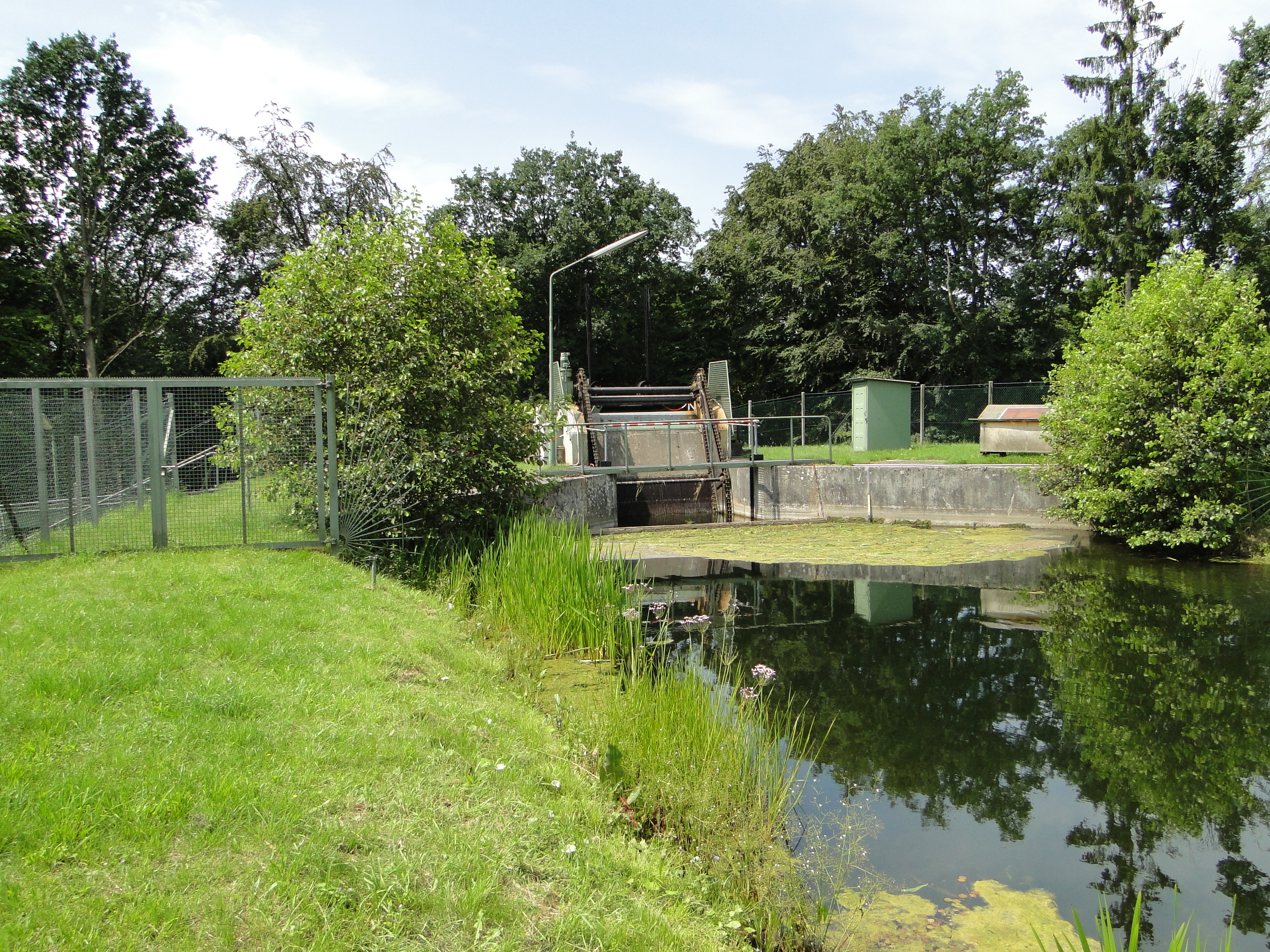
Einlauf zum Wasserkraftwerk in Farchau

Der Schaalseekanal ist ein künstlicher Wasserlauf in Schleswig-Holstein, der das Gebiet des Schaalsees mit dem des Ratzeburger Sees verbindet. Er dient als Kraftwerkskanal für das Wasserkraftwerk Farchau.

## Geschichte
Anfang des 20. Jahrhunderts gab es auch in Schleswig-Holstein Bestrebungen, die Wasserkraft zur Erzeugung von Elektrizität zu nutzen und so die Industrialisierung voranzutreiben. Im Jahr 1909 wurde erstmals eine Planung eines Wasserkraftwerkes, das die Gewässer des Schaalseegebietes nutzen sollte, begonnen. Aufgrund der Kosten wurde dieses Projekt jedoch nicht durchgeführt. Erst mit der Niederlage des Deutschen Reiches im Ersten Weltkrieg und den damit verbundenen Gebietsabtretungen wurde die Wasserkraft gegenüber der Importkohle wieder interessant. Im Frühjahr 1923 wurde der Bau des Schaalseekanals vom Kreistag beschlossen. Im Winter des gleichen Jahres wurde mit dem Bau begonnen, und 1925 wurde er fertiggestellt. Damit wurde die Wasserscheide zwischen Nord- und Ostsee künstlich verändert. Der Schaalsee entwässert nun auch über den Ratzeburger See, die Wakenitz und Trave in die Ostsee.
Bereits 1588 hatte die Stadt Lübeck in Zusammenhang mit dem Wallensteingraben als Teil einer Verbindung von der Elbe nach Wismar als Konkurrenzkanal zum Stecknitz-Kanal über eine Verbindung von Schaalsee und Ratzeburger See nachgedacht.

## Verlauf
Der Schaalseekanal ist etwa 6 km lang und verläuft auf den ersten 3 km nach dem Austritt aus dem Salemer See unter dem Geländeniveau und danach für weitere 3 km als aufgeschütteter Damm. Der Kanal endet an der Farchauer Mühle am Südende des Küchensees bei Ratzeburg. Die erreichte Höhendifferenz beträgt 30 m. Er versorgt seit dem Dezember 1925 das Wasserkraftwerk Farchau.

## Tourismus
Der Schaalseekanal ist aufgrund seiner Verbindungsfunktion zwischen den beiden größten Seen ein beliebter Wasserwanderweg im Naturpark Lauenburgische Seen.